# Эмери, Джон (бобслеист)
Джон Эмери (англ. John Emery, 4 января 1932, Монреаль, Квебек) — канадский бобслеист, разгоняющий, выступавший за сборную Канады в 1960-е годы. Чемпион зимних Олимпийских игр 1964 года в Инсбруке.

## Биография
Джон Эмери родился 4 января 1932 года в Монреале, провинция Квебек. Во время учёбы в университете занимался разными видами спорта, в частности, лёгкой атлетикой, боксом, лыжными гонками. Позже вместе с братом Виктором заинтересовался бобслеем и прошёл отбор в национальную сборную Канады, вступил в Ассоциацию бобслея Канады. Братья выступали практически всегда в одной команде, причём в двойках боб обычно пилотировал Вик, а в четвёрках — Джон.
Молодой спортсмен сразу стал показывать неплохие результаты, благодаря чему удостоился права защищать честь страны на Олимпийских играх 1964 года в Инсбруке, где, находясь в составе четырёхместного экипажа, куда также вошли его брат пилот Виктор с разгоняющими Дугласом Энакином и Питером Кёрби, завоевал золотую медаль. Кроме того, его команда боролась здесь за место на подиуме в программе двухместных экипажей, но по итогам всех заездов оказалась лишь на одиннадцатой позиции. Успех удивил всю бобслейную общественность, поскольку у Канады не было даже своей санно-бобслейной трассы, а спортсмены тренировались в крайне неблагоприятных условиях американского Лейк-Плэсида.
В бобслее представлял страну вплоть до конца 1960-х годов, тем не менее, довольно часто получал травмы и не смог добиться каких-то выдающихся результатов. Конкуренция в сборной сильно возросла, поэтому вскоре Джон Эмери принял решение завершить карьеру профессионального спортсмена, уступив место молодым канадским бобслеистам. За свои спортивные достижения занесён в Канадский спортивный зал славы и Канадский олимпийский зал славы. Будучи по профессии врачом, впоследствии стал довольно известным в Сан-Франциско пластическим хирургом, работу совмещал с участием в различных легкоатлетических турнирах, бегал марафоны, занимался триатлоном. Ныне проживает на своём ранчо в Калифорнии, где запустил в производство собственную марку вина.